# Linha do Algarve
Linha do Algarve – linia kolejowa w południowej Portugalii, długości 139,5 km, przebiegająca z zachodu na wschód regionu Algarve. Łączy stacje kolejowe w Lagos i Vila Real de Santo António (granica hiszpańsko-portugalska na rzece Gwadiana). Jej pierwszy odcinek został oddany do użytku 1 lipca 1889.